# Coalizão de Patriotas pela Mudança
A Coalizão de Patriotas pela Mudança (em francês:  Coalition des patriotes pour le changement, CPC) é uma coalizão de grandes grupos rebeldes da República Centro-Africana criada em 2020 para interromper as eleições gerais centro-africanas de 2020-2021.

## Antecedentes
Em 3 de dezembro de 2020, a Corte Constitucional da República Centro-Africana rejeitou a candidatura do ex-presidente François Bozizé para as eleições presidenciais. Em 4 de dezembro, François Bozizé se encontrou com Mahamat al-Khatim, líder do grupo rebelde Movimento Patriótico para a República Centro-Africana (MPC) em Kaga-Bandoro antes de partir para seu reduto, Bossangoa.

## História
Em 15 de dezembro de 2020, os principais grupos rebeldes na República Centro-Africana, incluindo os anti-balaka, criaram uma coalizão.
Essa coalizão reúne:
- 3R de Abbas Sidiki (predominantemente peúle);
- União para a Paz na República Centro-Africana de Ali Darassa (UPC) (predominantemente peúle);
- Movimento Patriótico para a República Centro-Africana (MPC) liderado por Mahamat Al-Khatim (predominantemente árabe);
- Frente Popular para o Renascimento da República Centro-Africana (FPRC) liderada por Noureddine Adam (predominantemente rounga e sara)

Situação na República Centro-Africana em 3 de janeiro de 2021 no auge do controle do CPC

Desde então, o grupo conquistou muitas cidades, incluindo Yaloke e Bossembele. Bambari foi temporariamente capturada pelos rebeldes. Em 25 de dezembro, os rebeldes mataram três soldados de manutenção de paz em Dekoa e Bakouma. Devido aos ataques rebeldes, as eleições não ocorreram em muitas áreas do país. Cerca de 800 assembleias de voto do país, 14% do total, foram encerradas devido à violência, e durante o primeiro turno, a votação não pôde ocorrer em 29 das 71 subprefeituras, enquanto que em outras seis conseguiram votar apenas parcialmente antes de serem fechadas devido à intimidação de eleitores. Em 15 de janeiro, os rebeldes atacaram Bangui matando um soldado de manutenção de paz antes de serem repelidos pelas forças internacionais. Em 21 de março, a coalizão anunciou que Bozizé havia se tornado o "coordenador geral" do grupo. Em 6 de abril, a UPC supostamente deixou a Coalizão de Patriotas pela Mudança.